# Doba (Satu Mare)
Doba es una comuna ubicada en el distrito de Satu Mare, Rumania.

## Superficie
Posee una superficie de 68,81 kilómetros cuadrados.

## Demografía
Hasta 2021 la población era de 2659 habitantes, con una densidad de población de 38,64 habitantes por kilómetro cuadrado.